# Ken Patera
Kenneth Wayne "Ken" Patera (Portland, 6 de novembro de 1942) é um ex-halterofilista e ex-lutador de luta profissional estadunidense. Patera ganhou uma medalha de ouro de halterofilismo nos Jogos Pan-Americanos de 1971 e uma medalha de prata no Campeonato Mundial de Halterofilismo no mesmo ano. No ano seguinte, Patera passou a participar de luta profissional, lutando em promoções como World Wrestling Federation (WWF), Georgia Championship Wrestling
(GCW), American Wrestling Association (AWA) e diversas afiliadas da National Wrestling Alliance (NWA).

## Na luta profissional
- Movimentos de finalização
  - Swinging Full Nelson[2]

- Movimentos secundários
  - Abraço de urso[2]

- Managers
  - Buddy Rogers[3]
  - Bobby "The Brain" Heenan[3]
  - "Captain" Lou Albano[3]
  - The Grand Wizard[3]

## Títulos e prêmios
- American Wrestling Association
  - AWA World Tag Team Championship (2 vezes)[4] — com Jerry Blackwell (1) e Brad Rheingans (1)

- Continental Wrestling Association
  - CWA International Heavyweight Championship (2 vezes)[5]

- Georgia Championship Wrestling
  - NWA Georgia Heavyweight Championship (1 vez)[6]

- Mid-Atlantic Championship Wrestling
  - NWA Mid-Atlantic Heavyweight Championship (2 vezes)[7]
  - NWA Mid-Atlantic Tag Team Championship (1 vez)[8] — com Big John Studd

- NWA Big Time Wrestling
  - NWA American Tag Team Championship (1 vez)[9] — com Tex McKenzie

- NWA Tri-State
  - NWA United States Tag Team Championship (1 vez)[10] —  com Killer Karl Kox

- Pro Wrestling America
  - PWA Tag Team Championship (1 vez)[11] — com Baron Von Raschke

- Pro Wrestling Illustrated
  - PWI o colocou na #98ª posição dos 500 melhores lutadores individuais em 1991[12]
  - Lutador Mais Odiado do Ano (1977, 1981)[13]

- Southwest Championship Wrestling
  - SCW Southwest Brass Knuckles Championship (1 vez)[14]

- St. Louis Wrestling Club
  - NWA Missouri Heavyweight Championship (2 vezes)[15]

- World Wrestling Federation
  - WWF Intercontinental Heavyweight Championship (1 vez)[16]

- Wrestling Observer Newsletter
  - Lutador Mais Impressionante (1980)[17]
  - Luta do Ano (1980)[17] — vs. Bob Backlund no Madison Square Garden em 19 de maio.
  - Lutador Mais Forte (1982)[17]